# Квітка (Жмеринський район)
Кві́тка — село в Україні, у Барській міській громаді Жмеринського району Вінницької області. До 2020 року орган місцевого самоврядування Луко-Барська сільська рада.

## Географія
Село Квітка розташоване за 60 км від обласного центру, 34 км від районного центру та 15 км від адміністративного центру міської громади. Селом тече річка Безіменна, ліва притока Думки. За 15 км знаходиться найближча залізнична станція Бар.

## Історія
12 червня 2020 року, відповідно до розпорядження Кабінету Міністрів України № 707-р «Про визначення адміністративних центрів та затвердження територій територіальних громад Вінницької області», Луко-Барська сільська рада увійшла до складу Барської міської громади.
19 липня 2020 року, в результаті адміністративно-територіальної реформи та ліквідації Барського району, село увійшло до складу Жмеринського району.